# Domaniów (gromada w powiecie radomskim)
Domaniów – dawna gromada, czyli najmniejsza jednostka podziału terytorialnego Polskiej Rzeczypospolitej Ludowej w latach 1954–1972.
Gromady, z gromadzkimi radami narodowymi (GRN) jako organami władzy najniższego stopnia na wsi, funkcjonowały od reformy reorganizującej administrację wiejską przeprowadzonej jesienią 1954 do momentu ich zniesienia z dniem 1 stycznia 1973, tym samym wypierając organizację gminną w latach 1954–1972.
Gromadę Domaniów siedzibą GRN w Domaniowie utworzono – jako jedną z 8759 gromad na obszarze Polski – w powiecie radomskim w woj. kieleckim, na mocy uchwały nr 13i/54 WRN w Kielcach z dnia 29 września 1954. W skład jednostki weszły obszary dotychczasowych gromad Domaniów, Młudnice i Wólka Domaniowska ze zniesionej gminy Przytyk w tymże powiecie. Dla gromady ustalono 10 członków gromadzkiej rady narodowej.
Gromadę zniesiono 31 grudnia 1959, a jej obszar włączono do gromad Jarosławice (wieś Młudnice oraz kolonie Młudnice i Adamówka Młudnicka) i Wrzos (wsie Domaniów, Jagodno, Wólka Domaniowska, Duży Las i Jadwinów oraz kolonie Domaniów, Stary Młyn i Feliksów).